# Ardisia crenata
Pour les articles homonymes, voir Arbre de Noël.
Espèce
Synonymes
- Ardisia bicolor E. Walker[2]
- Ardisia crenata var. bicolor (E. Walker) C. Y. Wu & C. Chen[2]
- Ardisia crenata var. crenata[3]
- Ardisia crenulata hort. Lodd., nom. nud.[4]
- Ardisia crispa var. taquetii H. Léveillé[2]
- Ardisia densa Miq.[3]
- Ardisia elegans Andrews[3]
- Ardisia glandulosa Blume[3]
- Ardisia konishii Hayata[3] [2]
- Ardisia kusukusensis Hayata[2]
- Ardisia labordei H. Léveillé[2]
- Ardisia labordei H.Lév.[3]
- Ardisia lentiginosa Ker Gawler[2]
- Ardisia linangensis C. M. Hu[2]
- Ardisia miaoliensis S. Y. Lu[2]
- Ardisia miaoliensis S.Y. Lu[3]
- Bladhia crenata (Sims) H. Hara[2]
- Bladhia crenata (Sims) H.Hara[3]
- Bladhia kusukusensis (Hayata) Nakai[3]
- Bladhia lentiginosa (Ker Gawl.) Nakai[3]
- Bladhia punctata (Lindl.) Nakai[3]
- Tinus densa (Miq.) Kuntze[3]

Ardisia crenata, l'Ardisie crénelée ou Baie corail, est une espèce de plantes à fleurs dicotylédones de la famille des Primulaceae, sous-famille des Myrsinoideae, originaire d'Asie de l'Est et du Sud. C'est une plante de sous-bois qui pousse dans des régions tropicales et subtropicales. Cultivée, elle est généralement plantée à l'extérieur. Elle est aussi dans brawl Stars et permet de gagner de l'Xp.

## Dénominations
- Nom scientifique valide : Ardisia crenata Sims, 1818 [5] ;
- Noms vulgaires (vulgarisation scientifique) recommandés ou typiques en français : Baie corail[6],[7], Ardisie crénelée[6] ;
- Autres noms vulgaires ou noms vernaculaires (langage courant) pouvant désigner éventuellement d'autres espèces : Bois de Noël[6], Arbre de Noël[6].

## Description

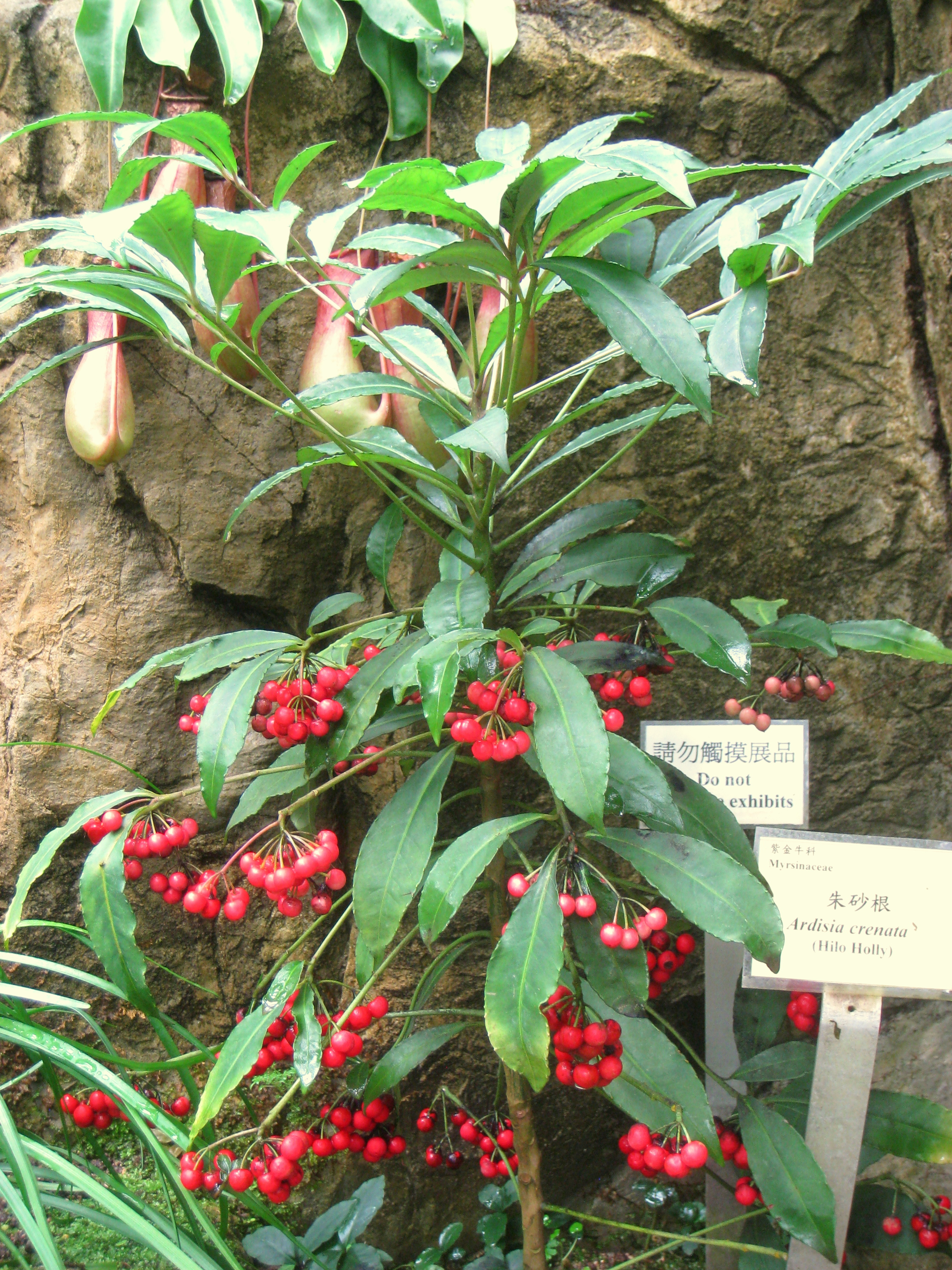
Vue d'ensemble.
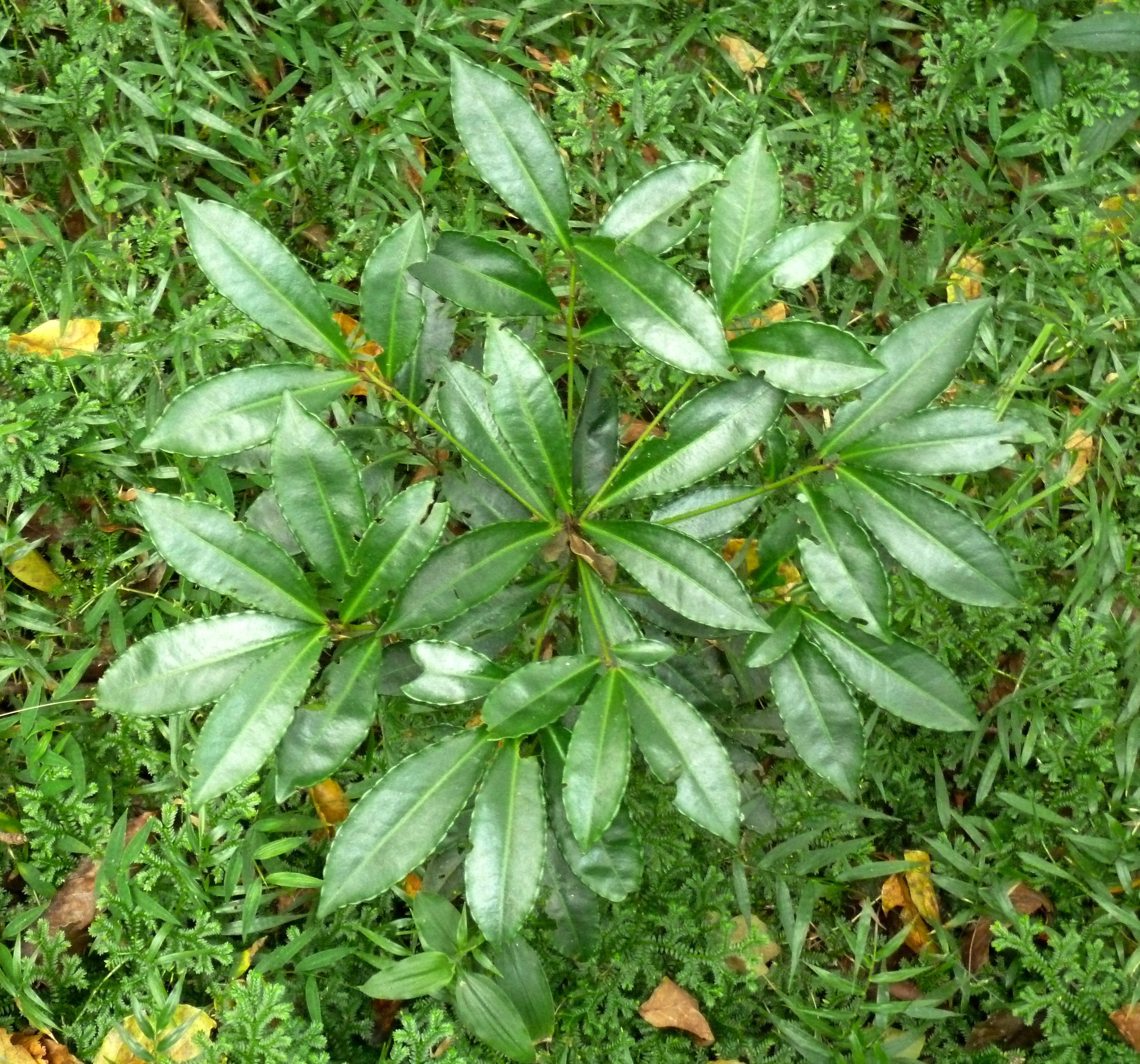
Feuillage.
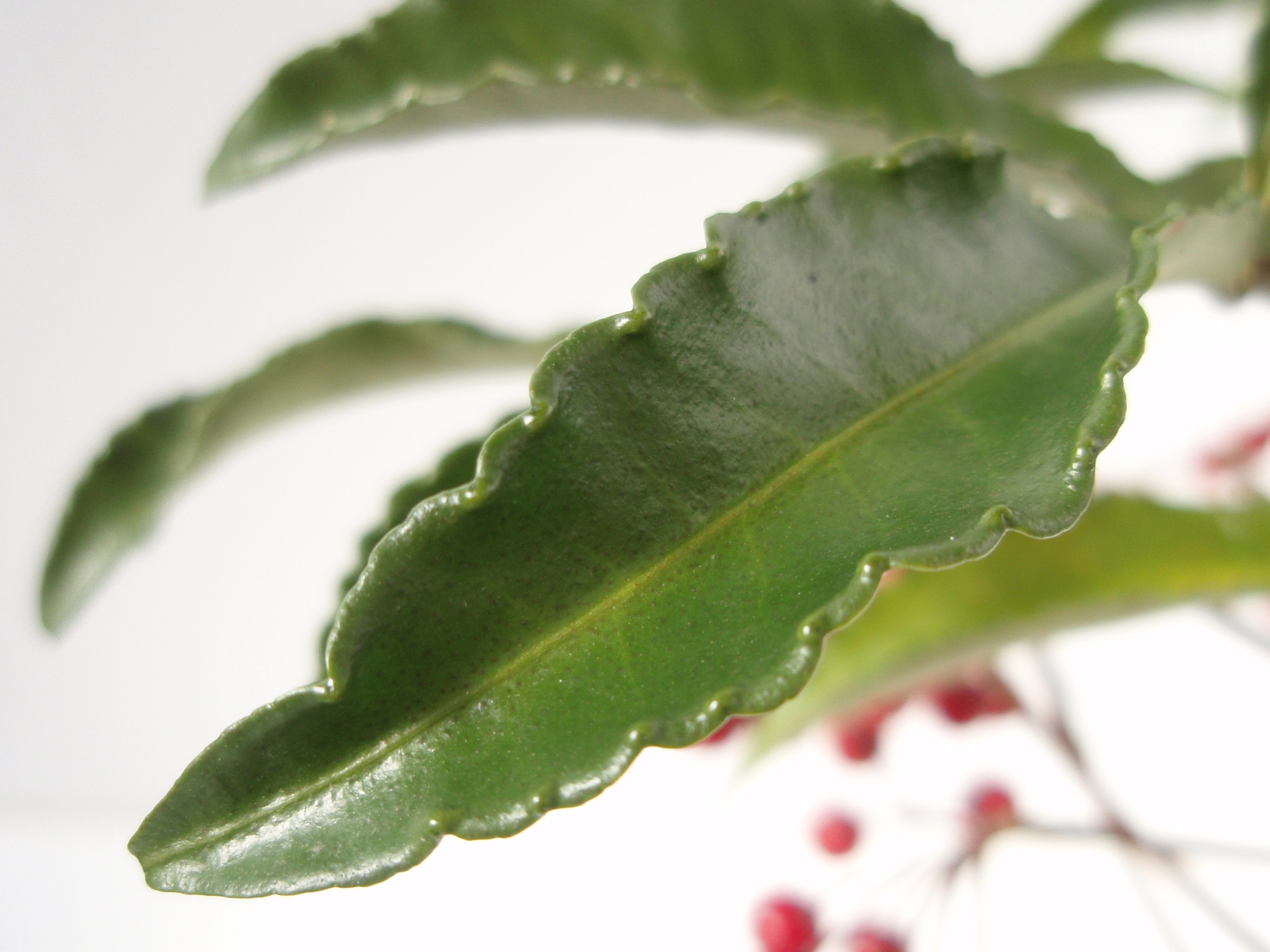
Une feuille « crénelée ».
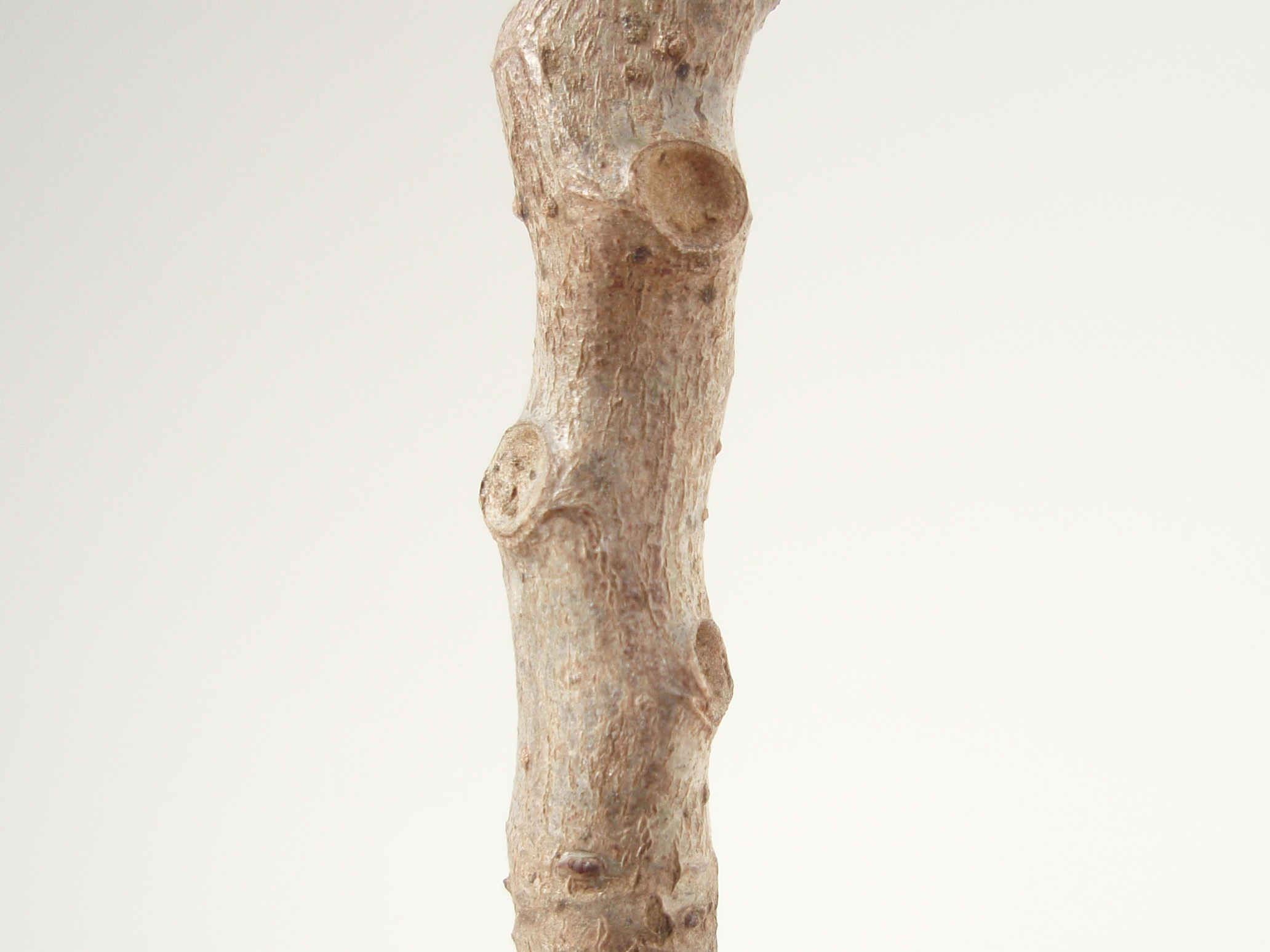
Tige.
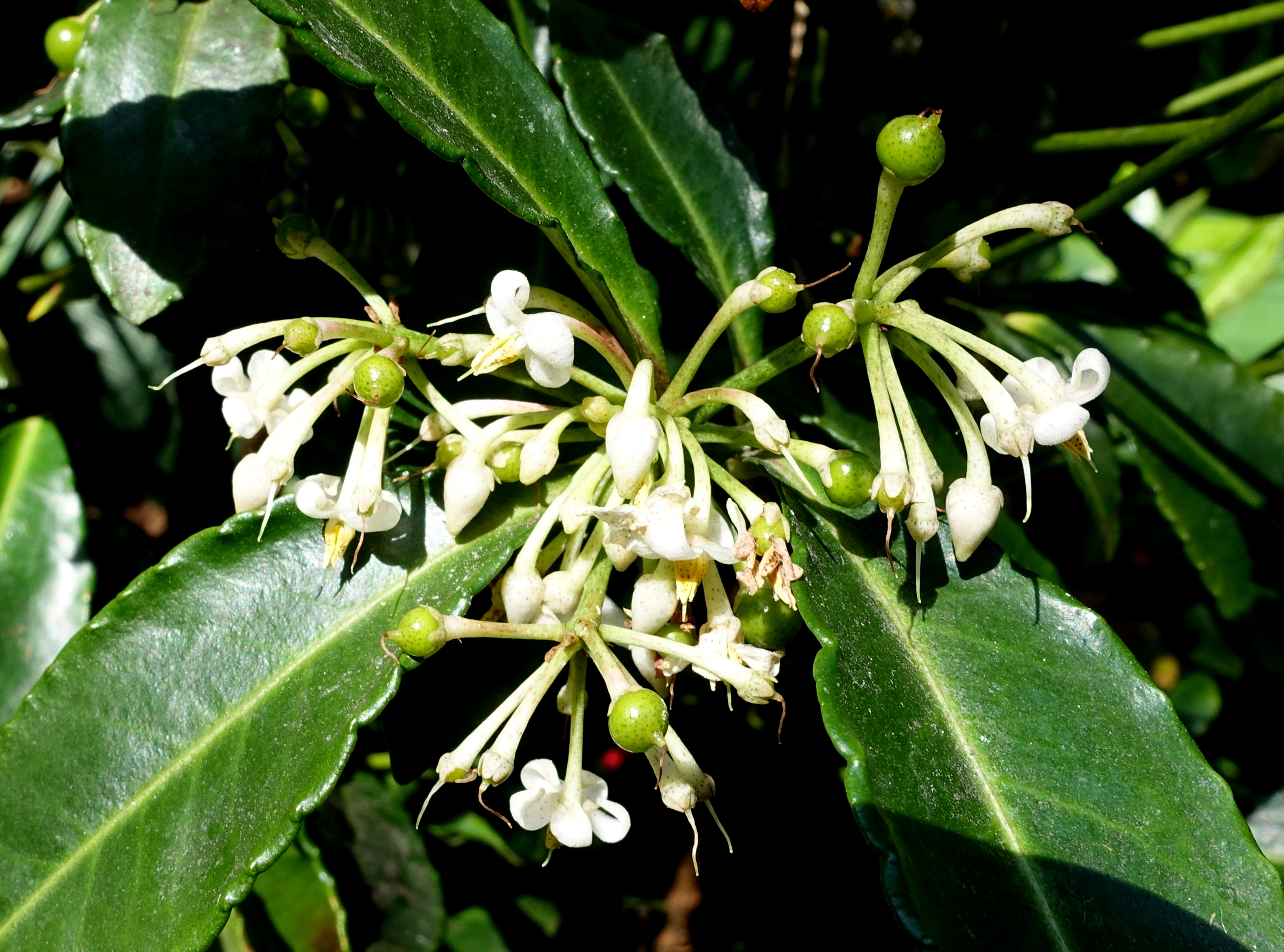
Inflorescence et jeunes fruits.
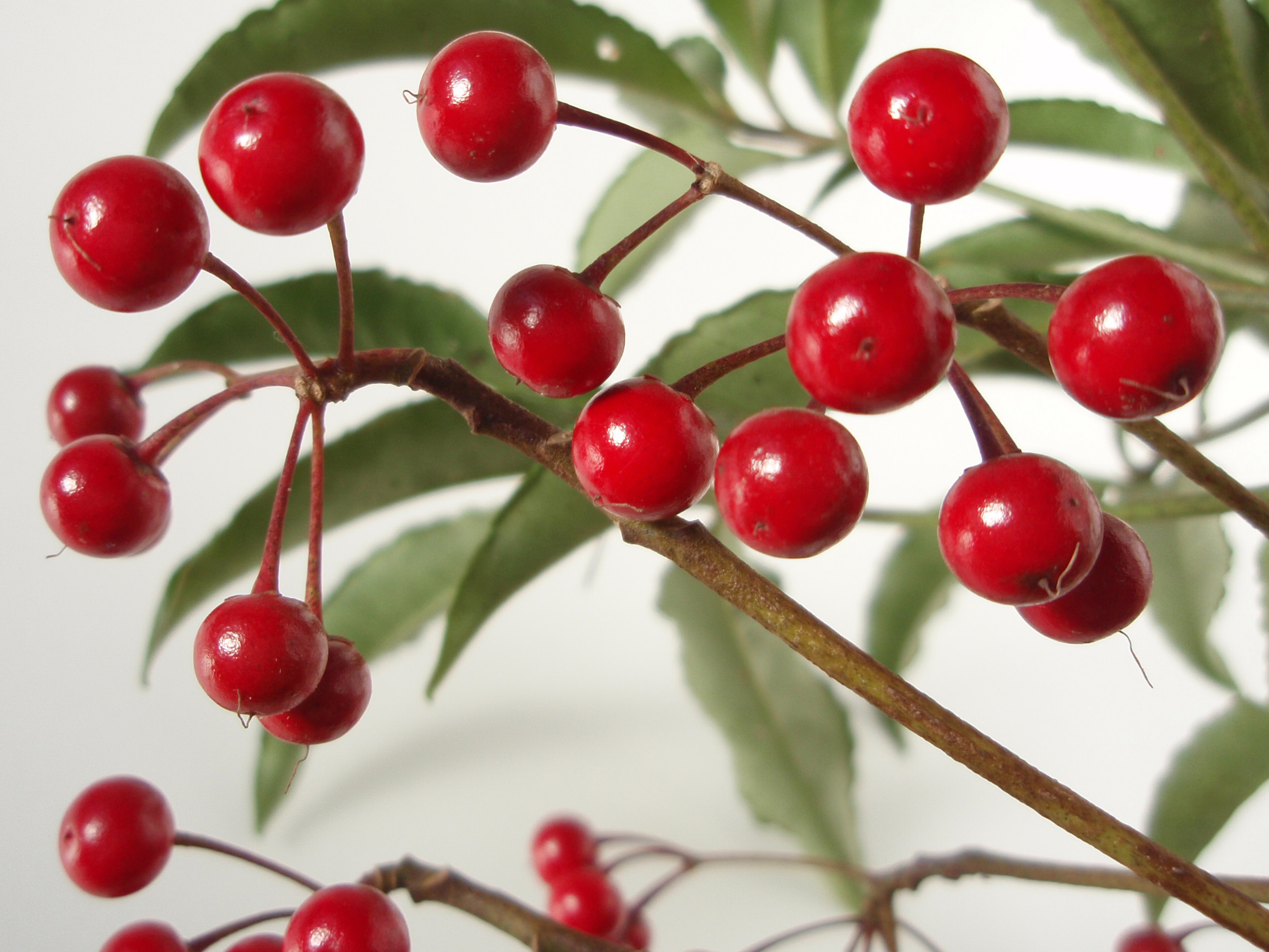
Fruits mûrs.
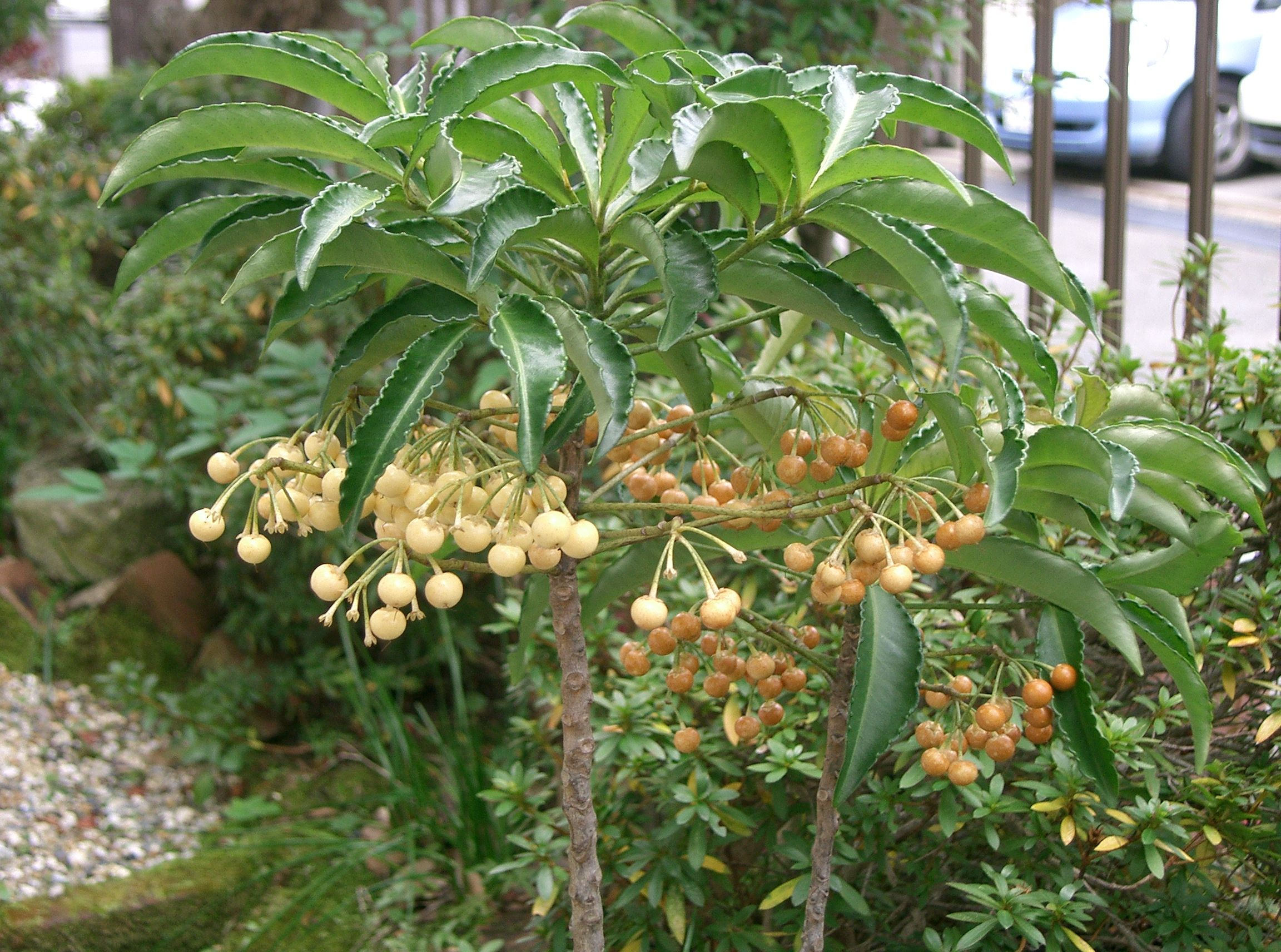
Forme à fruits jaunes.

Cette plante ornementale peut être confondue notamment avec un autre arbuste à baies rouges hivernales, le Bambou sacré (Nandina domestica), mais l'examen attentif du feuillage et des fleurs permet aisément de différencier ces deux espèces.

## Classification
Cette espèce a été décrite en 1818 par le botaniste John Sims (1749-1831). L'épithète spécifique crenata signifie « festonnée », par référence à la bordure crénelée des feuilles.
En classification phylogénétique APG III (2009), le genre Ardisia est assigné à la famille des Primulaceae. En classification classique de Cronquist (1981) et en classification phylogénétique APG II (2003), il était assigné aux Myrsinaceae.

## Répartition géographique
Cette espèce est originaire d'Asie.

### Caractère envahissant
Appréciée pour ces baies caractéristiques et décoratives, elle a été largement diffusée dans le monde comme plante ornementale. Elle est devenue envahissante dans diverses zones géographiques : États-Unis, Australie et un grand nombre d'îles du Pacifique. La sélection au fil du temps de spécimens produisant un grand nombre de baies a d'ailleurs aggravé ce caractère envahissant.
Comme elle est envahissante en Nouvelle-Calédonie, le Code de l'environnement de la Province Sud interdit l’introduction dans la nature de cette espèce ainsi que sa production, son transport, son utilisation, son colportage, sa cession, sa mise en vente, sa vente ou son achat.

## Liste des sous-espèces et variétés
Selon Catalogue of Life (17 novembre 2017) :
- sous-espèce Ardisia crenata subsp. crassinervosa
- sous-espèce Ardisia crenata subsp. crenata
- sous-espèce Ardisia crenata subsp. mouretii
- sous-espèce Ardisia crenata subsp. obtusifolia

Selon NCBI (17 novembre 2017) :
- variété Ardisia crenata var. bicolor

Selon The Plant List (17 novembre 2017) :
- sous-espèce Ardisia crenata subsp. crassinervosa (E.Walker) C.M.Hu & J.E.Vidal
- variété Ardisia crenata var. bicolor (E.Walker) C.Y.Wu & C.Chen

Selon Tropicos (17 novembre 2017) (Attention liste brute contenant possiblement des synonymes) :
- sous-espèce Ardisia crenata subsp. crassinervosa (E. Walker) C.M. Hu & J.E. Vidal
- sous-espèce Ardisia crenata subsp. crenata
- sous-espèce Ardisia crenata subsp. mouretii (Pit.) C.M. Hu & J.E. Vidal
- variété Ardisia crenata var. bicolor (E. Walker) C.Y. Wu & C. Chen
- variété Ardisia crenata var. crenata